# Сельское поселение «Село Шлиппово»
Се́льское поселе́ние «Село Шлиппово» — муниципальное образование в Сухиничском районе Калужской области Российской Федерации.
Административный центр — село Шлиппово.

## История
Статус и границы сельского поселения установлены Законом Калужской области от 1 ноября 2004 года № 369-ОЗ «Об установлении границ муниципальных образований, расположенных на территории административно-территориальных единиц "Думиничский район", "Кировский район", "Медынский район", "Перемышльский район", "Сухиничский район", "Тарусский район", "Юхновский район", и наделении их статусом городского поселения, сельского поселения, муниципального района».

## Население
| 2010  | 2012  | 2013  | 2014  | 2015  | 2016  | 2017  |
| ----- | ----- | ----- | ----- | ----- | ----- | ----- |
| 1728  | ↘1704 | ↘1696 | ↘1687 | ↘1609 | ↘1561 | ↘1550 |
| 2018  | 2019  | 2020  | 2021  |       |       |       |
| ↘1534 | ↘1514 | ↘1491 | ↘1360 |       |       |       |

## Состав сельского поселения
| №  | Населённый пункт | Тип населённого пункта       | Население |
| -- | ---------------- | ---------------------------- | --------- |
| 1  | Азарьево         | деревня                      | ↘10       |
| 2  | Александровка    | деревня                      | ↘2        |
| 3  | Асаново          | деревня                      | ↘10       |
| 4  | Бордыкино        | деревня                      | ↘10       |
| 5  | Вихля            | деревня                      | →1        |
| 6  | Волдаевка        | деревня                      | ↘0        |
| 7  | Волково          | село                         | ↘17       |
| 8  | Володино         | деревня                      | ↘136      |
| 9  | Вязьма           | деревня                      | →12       |
| 10 | Глухая           | деревня                      | ↘11       |
| 11 | Горки            | деревня                      | ↘2        |
| 12 | Горшково         | деревня                      | ↘6        |
| 13 | Жданово          | деревня                      | ↘4        |
| 14 | Ионино           | деревня                      | →52       |
| 15 | Калужкино        | деревня                      | ↘2        |
| 16 | Каньшино         | деревня                      | ↘0        |
| 17 | Карпеевка        | деревня                      | ↘2        |
| 18 | Клевенево        | деревня                      | ↘211      |
| 19 | Криуша           | деревня                      | ↗3        |
| 20 | Матчино          | деревня                      | ↘8        |
| 21 | Наумово          | село                         | ↘20       |
| 22 | Немерзски        | село                         | ↘11       |
| 23 | Никитино         | село                         | ↗15       |
| 24 | Новосельский     | село                         | ↘255      |
| 25 | Плющаны          | село                         | ↘10       |
| 26 | Самбулово        | деревня                      | ↗3        |
| 27 | Слизнево         | деревня                      | →43       |
| 28 | Староселье       | деревня                      | ↘33       |
| 29 | Тросна           | деревня                      | ↘171      |
| 30 | Уруга            | село                         | ↘111      |
| 31 | Фурсово          | деревня                      | ↘19       |
| 32 | Шихтино          | деревня                      | ↘3        |
| 33 | Шлиппово         | железнодорожная станция      | ↘0        |
| 34 | Шлиппово         | село, административный центр | ↗535      |